# Велика Халань
Велика Халань (рос. Большая Халань) — село у Корочанському районі Бєлгородської області Російської Федерації.
Населення становить 876 осіб. Входить до складу муніципального утворення Великохаланське сільське поселення.

## Історія
Населений пункт розташований у східній частині української суцільної етнічної території — східній Слобожанщині.
Згідно із законом від 20 грудня 2004 року № 159 від 20 грудня 2004 року органом місцевого самоврядування є Великохаланське сільське поселення.

## Населення
| 2002 | 2010 | 2012 | 2013 | 2014 | 2015 | 2016 |
| ---- | ---- | ---- | ---- | ---- | ---- | ---- |
| 1090 | ↘876 | ↘832 | ↘811 | →811 | ↗818 | ↗819 |